# Micheline Bernardini
Pour les articles homonymes, voir Bernardini.
Micheline Bernardini, née en 1927, est une danseuse nue bien connue du Casino de Paris avant d'être choisie par Louis Réard pour être le premier mannequin à porter un bikini lors de sa présentation à la piscine Molitor le 5 juillet 1946.
Le maillot de bain jugé trop vulgaire, Louis ne trouva pas de mannequin volontaire souhaitant le porter pour cette présentation. C'est pourquoi il se tourna vers Micheline Bernardini.